# 三菱リコール隠し
三菱リコール隠し事件（みつびしリコールかくしじけん）とは、2000年（平成12年）7月6日に運輸省（現：国土交通省）の監査で発覚した三菱自動車工業（以下、三菱自動車）の乗用車部門およびトラック・バス部門（通称：三菱ふそう、現在の三菱ふそうトラック・バス）による、大規模なリコール隠し事件をいう。
その後、2004年（平成16年）にはトラック・バス部門のさらなるリコール隠しが発覚し、乗用車部門も再調査された。結果、国土交通省によると2000年（平成12年）時点の調査が不十分だったことが判明した。これが決定打となり、三菱自動車・三菱ふそうはユーザーの信頼を失って販売台数が激減、2000年のリコール隠し以上となる従業員の退職者を続出させ、当時の筆頭株主であったダイムラー・クライスラー（現・メルセデス・ベンツ・グループAGならびステランティス、ダイムラー・トラック）から資本提携を打ち切られ、深刻な経営不振に陥ったが、三菱グループ（三菱重工業・三菱商事・三菱東京UFJ銀行〈現・三菱UFJ銀行〉）によるさまざまな救済を受け、倒産の危機を脱した。また三菱ふそうはダイムラー・クライスラー（現在は商用車部門がダイムラー・トラックとして分離）の連結子会社になった。
また、本事件を基にした池井戸潤の経済小説『空飛ぶタイヤ』も出版され、2018年には映画も上映された。

## 概要

### 2000年のリコール隠し事件
2000年（平成12年）7月18日までに、当時販売台数ベースでトヨタ自動車（トヨタ）、日産自動車（日産）、本田技研工業（ホンダ）に次ぐ乗用車国内シェア4位の自動車メーカーであった三菱自動車は、1977年（昭和52年）から約23年間にわたり、10車種以上（最初の届け出だけでもランサーエボリューションを含むランサー、ギャラン、レグナム、ディアマンテ、パジェロ、シャリオグランディスなど乗用車系で6件約45万9,000台、大型・中型トラックで3件約5万5,000台）、計18件約69万台にのぼるリコールにつながる重要不具合情報（クレーム）を、運輸省（現・国土交通省）へ報告せずに社内で隠蔽していた。
この事実は同年6月12日、運輸省自動車交通局のユーザー業務室に寄せられた、三菱自動車社員の匿名による内部告発通報によって発覚した。その内容は不正の要所を衝いており、どのように調査を進めるべきか、どこに資料や情報が隠されているか、どのように隠蔽工作を見破るべきかまで指示する具体的なものであった。「品質保証部の更衣室の空きロッカーを調べよ」「本社と岡崎の情報を突合せよ」という、あまりにも具体的すぎる情報であった。
運輸省によると、三菱自動車はユーザーからのクレーム情報を本社の品質保証部に10段階で集約・管理していたが、クレーム情報のうち、運輸省向け届出情報は1 - 3段階目まで「Pマーク」を、運輸省に知られたくない物など4 - 10段階に「秘匿」の意味で「Hマーク」を付けて区分し、同省の定期監査ではH区分のクレームを提示していなかった。二重管理による情報仕分けは1977年（昭和52年）から行われ、同社が東芝に作らせた品質情報管理システム を導入した1992年（平成4年）以降は、コンピュータシステムのデータベースで分類していた。
一方で、リコール制度発足から30年以上にわたり、運輸省に欠陥を届け出ずにユーザーに連絡して回収、修理する「ヤミ改修」も行われていた。リコールの案件は「ランサーなどでエンジン関連部品のクランクシャフトのボルトに欠陥があり、エンジンが停止する」「ギャランなどで燃料タンクのキャップが壊れ燃料が漏れる」「RVRの電動スライドドアが不具合を起こす」など。
2000年（平成12年）6月には熊本県熊本市内で、ブレーキの欠陥によりパジェロがワゴン車に追突し、ワゴン車に乗っていた2人が首に全治2週間のけがを負う人身事故が発生した。このリコール隠し事件の責任を取り、当時の代表取締役社長であった河添克彦が同年8月28日に引責辞任する意向を固め、9月8日の正式発表を経て11月1日付で辞任した。また同年8月27日には、警視庁交通捜査課などが道路運送車両法違反の疑いで、三菱自動車本社や岡崎工場（愛知県）など5か所を家宅捜索した。
2001年（平成13年）4月25日、東京地方検察庁は1999年の運輸省の立入検査で約1万300件の不具合情報を隠したとして、三菱自動車の宇佐美隆副社長らを道路運送車両法違反（虚偽報告）容疑で書類送検した。宇佐美らは同年5月8日に東京簡易裁判所から罰金20万円、法人としての三菱自動車も同40万円の略式命令を受けた。この時点で国土交通省はすべての自動車欠陥情報を開示するよう求めたが、三菱自動車では1997年以前の不具合情報を隠蔽し続け、クラッチやハブの欠陥対策をとらなかった。
2002年（平成14年）3月5日、熊本県警察は前述のパジェロの事故の原因がクレーム隠蔽にあるとして、当時の三菱自動車の品質技術本部・市場品質部長を担当していた社員3名を業務上過失傷害容疑で熊本地方裁判所に書類送検し、熊本簡易裁判所はそれぞれに罰金50万円の略式命令を言い渡した。
このリコール隠しで、三菱自動車は市場の信頼を失い販売台数が急減した。資本提携先のダイムラー・クライスラーからロルフ・エクロートを最高経営責任者（CEO）に迎え入れ経営再建を図ったが、2002年、大型車（ザ・グレート、スーパーグレート、エアロクィーン、エアロスター、エアロキングなど）のタイヤ（ホイール）脱落事故が発生し、構造上の欠陥とさらなるリコール隠しの疑念が濃厚となった。

### 2004年のリコール隠し事件
三菱自動車のトラック・バス部門は2003年（平成15年）に三菱ふそうトラック・バス（MFTBC）として分社化されたが、MFTBC発足後の2004年（平成16年）、前回のリコール隠しをさらに上回る74万台ものリコール隠しが発覚した。同年4月22日には、三菱自動車の筆頭株主であったダイムラー・クライスラーが財政支援の打ち切りを発表し、4月26日付でエクロートが任期を待たず三菱自動車の社長を辞任した。
同年5月6日、大型トレーラーのタイヤ脱落事故（後述）で、三菱ふそう前会長の宇佐美や元常務ら7人が神奈川県警察に逮捕され、同27日に横浜区検察庁と横浜地方検察庁が宇佐美ら5人および法人としての三菱自動車を起訴した。さらに、6月10日には別の事故で三菱自動車の河添元社長や宇佐美ら元役員6人が、神奈川県警察、山口県警察などに逮捕された。
一連の不祥事により、三菱自動車及び三菱ふそうは以下の制裁措置を受けた。
- 国土交通省 - 1週間に1回の報告義務、車両の入札における指名停止、型式審査の厳格化[18][19]
- 警察庁 - 車両の入札における指名停止
- その他、岐阜県・京都府・岡山県・さいたま市・倉敷市（いずれも三菱自動車・三菱ふそうの事業所がある）以外の一部の地方公共団体も、車両の購入を禁止した。

2006年（平成18年）9月には、ユーザーから寄せられた不具合情報を共有可能とする新品質情報システムの導入を発表した。これにより、不具合の原因究明における統計分析の迅速化や、販売会社での修理手順および見積もりの照会などを可能とし、品質改善の迅速化を図っているとした。しかし、2005年（平成17年）2月に把握していた欠陥を2012年（平成24年）に国土交通省に内部告発されるまでリコールしなかったり、2016年（平成28年）4月20日には10・15モード燃費とJC08モードの燃費偽装が発覚するなど、その後も問題を起こしている。
本事件は刑事裁判となり、すべてが三菱自動車および三菱ふそう側の有罪で確定判決が下された。なお、2008年（平成20年）1月に横浜地方裁判所が有罪判決を下した際には、弁護団が「なぜ有罪になるのか理解できない。こんな判決では、製造会社の場合、人身事故が起きたら、企業のトップは必ず刑事責任を取らなくてはいけない。極めて安直だ」と述べ、閉廷後すぐに東京高等裁判所に控訴した。また佐高信は、宇佐美の責任を追及する声が部下たちから上がってきていないようであることや、「あの三菱自動車が」という論調であったことを指摘している。

## 死亡事故
一連のリコール隠しにより、2002年（平成14年）に2件の死亡事故が発生した。

### 横浜母子3人死傷事故
2002年（平成14年）1月10日、神奈川県横浜市瀬谷区下瀬谷三丁目にある県道45号（中原街道）の下瀬谷二丁目交差点付近で、大型トレーラートラックのトラクターの左前輪が外れて下り坂を約50メートル転がり、ベビーカーを押して歩道を歩いていた大和市在住の母子3人を直撃する事故が発生した。この事故で母親（当時29歳）が背中からタイヤの直撃を受け、頭を強く打って外傷性くも膜下出血で死亡した。また、長男（当時4歳）と次男（当時1歳）も手足に軽傷を負った。
事故車両は、同県綾瀬市内の運送会社が所有していた三菱ふそう・ザ・グレート（1993年7月製造）で、重機を積載して片側2車線の走行車線を走行していた。外れたタイヤは直径約1 m、幅27.8 cmで、重量はホイールを含めて約140 kgあった。
神奈川県警察が実況見分を行ったところ、事故を起こした車両はハブが破損し、タイヤやホイール、ブレーキドラムごと脱落したことが判明。三菱自動車製の大型車ハブ破損事故は、1992年（平成4年）6月21日に東京都内で冷凍車の左前輪脱落事故が確認されて以降計57件発生し、うち51件で車輪が脱落していた。そのうち事故車両と同じ1993年（平成5年）製のD型ハブが7割を占めていた。
三菱自動車側は一貫してユーザー側の整備不良が原因だと主張したが、事故車両に装着されていたD型ハブの厚みは、その前後の型や他社製よりも薄い構造であった。ねじ締付け管理方法を怠り、六角ボルトの締付トルクを強くかけすぎた場合やカーブや旋回時にかかる荷重により金属疲労が生じ、ハブが破断しやすいことも判明した。
これを受け、三菱ふそうは2004年（平成16年）3月24日、製造者責任を認めて国交省にリコールを届け出た。さらに同年5月6日、宇佐美ら5名が道路運送車両法違反（虚偽報告）容疑で、品質保証部門の元担当部長ら2名が業務上過失致死傷容疑で逮捕され（5月27日に起訴）、法人としての三菱自動車も道路運送車両法（虚偽報告）容疑で刑事告発された。
なお、この事故で死亡した女性の遺族である母親が、約1億6,550万円の損害賠償を三菱自動車に請求する民事訴訟を起こし、2007年（平成19年）9月、三菱自動車に550万円の損害賠償支払いを最高裁判所が命じ、確定判決となった。このとき、原告の訴訟代理人を担当した青木勝治弁護士は、損害賠償金を代理人である自分の銀行口座に振り込ませ、遅延損害金を含めた約670万円を預かった。しかし、訴訟当初の約1億6,550万円の請求額をもとに弁護士報酬額を約2,110万円と算定し、「自分が預かっている約670万円と相殺する」と通知して、原告に対して損害賠償金を一切渡さなかった。
2010年（平成22年）6月、横浜弁護士会は「当初550万円としていた賠償請求額を一方的に1億6,550万円に増額し、これに伴う報酬の変動についても、原告に説明せず、いきなり2,000万円以上という高額報酬（最高裁判所で確定した賠償額は、当初の請求額である550万円）を原告に要求した」などとして、青木に対して弁護士業務停止6か月の懲戒処分を下した。

### 山口トラック運転手死亡事故
2002年（平成14年）10月19日の深夜、山口県熊毛郡熊毛町（現・周南市）の山陽自動車道熊毛インターチェンジ付近で、鹿児島県内の運送会社に勤務していた同県国分市在住の男性（当時39歳）が運転する9トン冷蔵貨物車が、料金所を減速なしで通過、インター先で合流する県道8号の中央分離帯を乗り越え、道路脇に設置された歩行者用地下道の入口構造物に激突した。冷蔵車は大破し、男性は死亡した。
事故を起こした冷蔵車は横浜の事故と同様のザ・グレートで、関係者や当時の記録によると、プロペラシャフトの一部が脱落した後、車体側に残されたシャフトが振り子のような異常振動を始めた。料金所へ向かう急な下り坂のS字カーブに入ったとき、振動はさらに激しくなり、シャフトに並行して設置されているブレーキ配管が破壊され、制動不能に陥った。
山口県警察はこの事故に関して、通常、関西方面に向かう自動車が熊毛ICで降りることはないため、運転手が何らかの異常を感じ、点検のため高速道路を降りようとしたのではないかとみて現場検証を行った。その結果、ICの手前約3.4 kmの地点に、事故を起こしたトラックから脱落したプロペラシャフトの一部が発見され、路面には脱落時にできたとみられる窪みも確認された。同県警では整備不良と車両欠陥の両面から捜査を行っていたが原因は不明のままに終わり、死亡した男性が道路交通法違反（安全運転義務違反）容疑で被疑者死亡のまま送検された。
しかし2004年（平成16年）、山口地方検察庁は「事故は構造的な欠陥を抱えていたプロペラシャフトが破断し、それがブレーキ系統を破壊したことによって引き起こされた」と最終的に判断し、男性を改めて不起訴処分とした。

## 刑事訴訟

### リコール隠し（道路運送車両法違反）
2006年（平成18年）12月13日、横浜簡易裁判所は過去の報告のうち9件は虚偽と認めたが「国土交通大臣による報告要求がなく、国土交通省リコール対策室による要求であり犯罪成立要件を満たしていない」として無罪判決とした。しかし2008年（平成20年）7月15日、東京高等裁判所は、リコール対策室に権限が委ねられており国交相も了承しており犯罪が成立するとしてこれを破棄し、宇佐美ら3人および法人としての三菱自動車に対し、それぞれ求刑通りの罰金20万円の有罪判決とした。
2010年3月9日、最高裁判所第1小法廷は被告側の上告を棄却し、宇佐美ら3人の有罪が確定した。法人としての三菱自動車も、二審有罪判決の上告を行わず有罪が確定した。

### 横浜母子3人死傷事故（業務上過失致死傷）
2007年（平成19年）12月13日、横浜地方裁判所は「欠陥の把握は可能だった。放置すれば人に危害が及ぶことも容易に予測できた」と認定し、元市場品質部長と元同部グループ長の両被告にいずれも禁錮1年6か月、執行猶予3年の有罪判決を言い渡した。
2009年（平成21年）2月2日、東京高等裁判所は元市場品質部長と元同部グループ長の両被告にいずれも禁錮1年6か月、執行猶予3年の有罪判決を言い渡した地裁判決を支持し、両被告の控訴を棄却した。判決では「事故原因を強度不足と断定できなくても、その疑いがあった時点でリコールしていれば2002年の事故も防止できた」として、両被告の過失を認定した。
2012年（平成24年）2月8日、最高裁判所は上告を棄却し有罪判決が確定した。事故原因については、過去に多数発生した破損事故にハブの摩耗の程度が激しくないものも含まれていたなどとして「強度不足の欠陥があったと認定できる」とした。

### 山口トラック運転手死亡事故（業務上過失致死）
この事故をめぐり業務上過失致死罪に問われた件について、宇佐美を含む4名は東京高等裁判所への控訴を取り下げ、横浜地方裁判所で言い渡された禁錮2年、執行猶予3年の有罪判決が確定した。

## 略年表
- 1990年（平成2年）6月 - 大型自動車で確認できる最初のクラッチ系統の破損事故が発生[28]。
- 1992年（平成4年）6月 - 大型自動車で最初のハブ破損事故が発生[28]。
- 1996年（平成8年）5月 - クラッチ系統についてリコール対策会議が開かれる。欠陥を認識したが、リコールは届け出ず「ヤミ改修」を続ける。
- 1999年（平成11年）
  - 6月 - 広島県内でJRバス中国が運行する高速バス車両のハブが破損し、車輪が脱落。これまで十数件のハブ破損があったが、元市場品質部長と同部グループ長は対策を怠った。
  - 7月から8月 - バスの車輪脱落で個別対策会議[28]。運輸省に「整備不良」と報告することを決定[28]。
- 2000年（平成12年）
  - 7月6日 - 運輸省の抜き打ち監査によりリコール隠しが発覚。社長・河添克彦が引責辞任した。このときの調査対象を過去2年間のみとしたため、それ以前の欠陥問題に手がつけられることはなかった。これを最初に報じたのは『読売新聞』7月18日付夕刊である[43]。
  - 11月 - 河添の後任に園部孝が就任。園部は2002年6月から、死去する2003年10月29日まで会長職を務めた。
- 2002年（平成14年）
  - 1月10日 - 横浜市でハブ破損による母子死傷事故発生（前述）。三菱自動車側はトラックの異常は運転者の整備不良だと主張。
  - 1月から2月 - 母子死傷事故をめぐる「マルT対策本部会議」が技術的根拠もなく、ハブの交換基準を決定。
  - 2月 - 宇佐美らが国交省に対しハブについて、技術上根拠がないまま「摩耗が0.8 mm以上のハブを交換すればタイヤ脱落を防げる」と虚偽の報告。
  - 10月16日 - 横浜市でトラクターのクラッチ系統が破損。国土交通省には「整備不良が関係。多発性なし」と報告。
  - 10月19日 - 山口県でクラッチ系統の破損による暴走死亡事故発生（前述）。三菱自動車側は、トラックの異常は運転者の整備不良だと主張。
- 2003年（平成15年）10月24日 - 母子死傷事故で、神奈川県警が業務上過失致死傷容疑で三菱自動車本社などを家宅捜査。2004年1月にも再捜査。
- 2004年（平成16年）
  - 3月11日 - 三菱ふそうの2度目のリコール隠しが発覚。
  - 5月6日 - 三菱ふそうの宇佐美前会長ら7人を神奈川県警が逮捕（後に三菱ふそうの元部長2人については「宇佐美らの指示に従う立場で、関与の程度が低い」として釈放）。
  - 5月27日 - 横浜区検察庁・横浜地方検察庁が道路運送車両法違反（虚偽報告）などの罪で、6日に逮捕された7人のうち5人と、法人としての三菱自動車を起訴。
  - 6月2日 - 三菱自動車が乗用車で「ヤミ改修」があったことを発表。延べ4,000人以上を動員して1979年以降のデータを全て自主的に調査し、発表した。また三菱ふそうも大型車の欠陥問題で29人の処分を発表。
  - 6月10日 - 三菱自動車の河添元社長ら元役員6人を業務上過失致死傷の疑いで逮捕。
  - 6月14日 - 新たに43件のリコールを発表。国交省への欠陥リークを受けて、1週間後の14日に発表。この欠陥が原因の事故は、人身事故が24件、火災事故は101件。
- 2005年（平成17年）
  - 3月30日 - 三菱自動車は法人として、リコール隠し当時の旧経営陣に対し、民事訴訟を提起。
  - 4月15日 - 前年9月届出のリコールに対する再リコールを発表。原因を解明できぬままリコールを実施したため、対策実施済み車に火災事故が4件発生。加えて再リコールに先立つ緊急点検における作業手順の徹底不足による、2件の火災事故発生が明らかになる。

## 軽自動車エンジンに関する問題
国土交通省の調査の結果、法律違反はなかったとされたものの、軽自動車エンジン（3G83型）のオイル漏れの不具合については、2005年（平成17年）2月に把握していたにもかかわらず、2012年に国交省に内部告発がなされるまでリコールを行わないなど極めて不十分な対応があった。

## 影響
- 2004年のリコール隠しにより、社会人野球の三菱ふそう川崎や三菱自動車岡崎が一時活動休止となった。
- 三菱自動車が株式の過半数を有する[注釈 2]サッカーJ1・浦和レッズは2004年6月12日[44]、トヨタ自動車の本社所在地・愛知県豊田市[注釈 3]にある豊田スタジアムで開催された第1ステージ第12節[45]・トヨタ自動車が筆頭株主である名古屋グランパス戦に臨んだが[44]、その試合前に名古屋サポーターが浦和サポーターに対し、三菱自動車の不祥事を揶揄する形で[44]「大きな紙に1文字ずつ『ようこそ世界のトヨタへ』や、（隠している不祥事やリコールが）『まだあるだろ！』と書かれた横断幕」「ひび割れた赤いスリーダイヤ（三菱グループの商標）が描かれた垂れ幕」を掲げるなどして浦和側を挑発した[45]。この行為に対しては名古屋サポーターからもクラブ側に「恥ずかしい」などの苦情が届いたため、これを受けた名古屋は同年6月15日に公式サイトで[46]、また同年6月16日の大分トリニータ戦で場内放送にて「社会常識の欠落した情けない行動で厳粛に受け止める。相当の処置を行う」と表明した上で[45]、「アンフェアなモラルに欠けた行為」により不快感を与え迷惑をかけたこと、グランパスサポーター全体のイメージを傷つけたと言う面でも問題という見解を示すとともに、2004年7月7日までに横断幕を掲げたグループの責任者3人に対し「2人は本年度中、残り1人は2カ月、いずれも名古屋の出場する試合会場および諸施設の入場・イベント参加を禁止する」処分を行うことを決めた[47][48]。
- 三菱ふそう「エアロミディ」が、国交省の制裁措置によって一時販売中止となった。
- TBS系列で放送されていた人気バラエティ番組『関口宏の東京フレンドパークII』のスポンサー降板により「パジェロ」の出場ゲストや視聴者へのプレゼントが中止となり、同番組の代名詞であった応援団（番組観覧者）による「パジェロ！パジェロ！」の掛け声も一時姿を消した[注釈 4]。
  - 2006年10月16日放送分より、三菱自動車の提供復帰及びパジェロのフルモデルチェンジに伴い、ゲストのスペシャル商品として復活し、2010年3月まで提供された。[出典無効]
- 横浜母子3人死傷事故においては、三菱自動車が欠陥を認めるまでの間、事故車両を運転していた運転手男性の自宅に対して「人殺し」などの中傷ビラが家の壁に貼られたり、無言電話などの嫌がらせが相次ぎ、男性が経営していた運送業は廃業している[49]。
- 2000年のリコール隠しにより、三菱車の販売台数が低下し、1995年にホンダを上回っていた販売台数も、2021年にはホンダの9分の1にまで低下した[50]。自動車販売店などでは退職者が続出し、2001年には大江工場（愛知県名古屋市港区）が、2003年にはカープラザが、それぞれ閉鎖となった。
- 2003年に小型トラック（1〜2トン積クラス）でシェアトップとなった三菱ふそう・キャンターは、2004年のリコール隠しにより売上が低下。小型トラック（1〜2トン積クラス）のシェアにおいて、いすゞ・エルフ、日野・デュトロに次ぐ3番手に甘んじることになった[51]。
- 運輸業界においては三菱車を買い控える動きが強まり、特にバス業界では伝統的に三菱ユーザーで知られた事業者においても同様であった[注釈 5]。なお、前述の中国ジェイアールバスは三菱製の車両の導入を中止、以後の新車はコミュニティバス用に導入されたトヨタ・ハイエースと日野・ポンチョを除き、全車いすゞ自動車（ジェイ・バス）製で統一されている。2017年、久方振りにクラブツーリズム専用車として三菱ふそう・エアロエースが採用された。
- ハブ破断事故によって、ねじ締付け管理方法の重要性が認識され、トルクレンチでの締め付けトルク管理が認識された。
- 田中辰巳は「この体質のために『隠蔽といえば三菱自動車、三菱自動車といえば隠蔽』と言われるくらいに隠蔽の代名詞となった」と手厳しい評価を下している[52]。
- この不祥事により三菱車の中古車価格（＝査定価格）が大幅に下落した[53]。

## テレビ番組
- 日経スペシャル ガイアの夜明け 一つの嘘で会社が消える 〜問われる企業倫理〜（2002年11月24日、テレビ東京）[54]。
- NNNドキュメント'04 スペシャル 三菱自動車“リコール隠し”の真実（2004年7月25日、日本テレビ）